# Copa Xerém Sub-16
A Copa Xerém Sub-16 foi uma competição futebolística de categoria de base organizada pelo Fluminense Football Club. Criada com o objetivo de proporcionar o intercâmbio entre os clubes de diferentes escolas e culturas e preencher uma lacuna no calendário da categoria.
Foi disputada em duas ocasiões; na primeira, o Botafogo triunfou sobre os adversários e ficou com o título. Já na última edição, realizada em 2019, foi a vez do Fluminense ser campeão.

## História
Em 2018, o Fluminense Football Club anunciou a organização da primeira edição do torneio com o objetivo de proporcionar o intercâmbio entre os clubes de diferentes escolas e culturas e preencher uma lacuna no calendário da categoria. O diretor esportivo da base do clube, Marcelo Teixeira, classificou a competição como "fundamental" na preparação dos atletas. Na ocasião, o Botafogo triunfou sobre seus adversários e conquistou o título, a agremiação organizadora terminou em segundo enquanto Audax Italiano e Boavista completaram a classificação.
No ano seguinte, a última edição do torneio foi realizada. O Fluminense obteve o título após uma campanha invicta de três vitórias nos três jogos disputados. Já o vice-campeonato ficou com o Boavista, enquanto Botafogo e Audax Italiano completaram a classificação.

### Edições
| Ano  | Campeão    | Vice-campeão | 3.º lugar      | 4.º lugar      |
| ---- | ---------- | ------------ | -------------- | -------------- |
| 2018 | Botafogo   | Fluminense   | Audax Italiano | Boavista-RJ    |
| 2019 | Fluminense | Boavista-RJ  | Botafogo       | Audax Italiano |

### Títulos por clube
| Clube          | Títulos | Vices    | 3.º lugar | 4.º lugar |
| -------------- | ------- | -------- | --------- | --------- |
| Fluminense     | 1 (2019 | 1 (2018) | —         | —         |
| Botafogo       | 1 (2018 | —        | 1 (2019)  | —         |
| Boavista-RJ    | —       | 1 (2019) | —         | 1 (2018)  |
| Audax Italiano | —       | —        | 1 (2018)  | 1 (2019)  |

### Títulos por país
| Clube  | Títulos         | Vices           | 3.º lugar | 4.º lugar |
| ------ | --------------- | --------------- | --------- | --------- |
| Brasil | 2 (2018 e 2019) | 2 (2018 e 2019) | 1 (2019)  | 1 (2018)  |
| Chile  | —               | —               | 1 (2018)  | 1 (2019)  |